# Ambia catalaianus
Ambia catalaianus là một loài bướm đêm trong họ Crambidae.